# Low-Life
Az 1985-ös Low-Life a New Order harmadik nagylemeze. Ez az egyetlen lemez, amelynek borítóján a tagok fényképei szerepelnek. A fedőlapon Stephen Morris dobos/billentyűs látható, belül négy további fénykép található, ezek kicserélhetőek a fedőlapon lévővel, így a lemez birtokosa dönti el, hogy melyik kép legyen a borítón.
Az album szerepel az 1001 lemez, amit hallanod kell, mielőtt meghalsz című könyvben.

## Az album dalai
| 1. | Love Vigilantes    | Bernard Sumner, Peter Hook, Stephen Morris, Gillian Gilbert | 4:16 |
| 2. | The Perfect Kiss   | Sumner, Hook, Morris, Gilbert                               | 4:51 |
| 3. | This Time of Night | Sumner, Hook, Morris, Gilbert                               | 4:45 |
| 4. | Sunrise            | Sumner, Hook, Morris, Gilbert                               | 6:01 |

| 1. | Elegia                | Sumner, Hook, Morris, Gilbert | 4:56 |
| 2. | Sooner Than You Think | Sumner, Hook, Morris, Gilbert | 5:12 |
| 3. | Sub-culture           | Sumner, Hook, Morris, Gilbert | 4:58 |
| 4. | Face Up               | Sumner, Hook, Morris, Gilbert | 5:02 |

## Közreműködők

### New Order
- Bernard Sumner – ének, gitár, melodika, szintetizátor, programozás, ütőhangszerek
- Peter Hook – négy- és hathúros basszusgitár, elektromos ütőhangszerek, háttérvokál a This Time of Night-on
- Stephen Morris – dob, szintetizátor, programozás
- Gillian Gilbert – szintetizátor, programozás, gitár

### Produkció
- New Order – producer
- Michael Johnson – hangmérnök
- Mark, Penny and Tim – szalagkezelők

## Fordítás
Ez a szócikk részben vagy egészben a Low-Life című angol Wikipédia-szócikk ezen változatának fordításán alapul.  Az eredeti cikk szerkesztőit annak laptörténete sorolja fel. Ez a jelzés csupán a megfogalmazás eredetét és a szerzői jogokat jelzi, nem szolgál a cikkben szereplő információk forrásmegjelöléseként.